# 小行星151997
小行星151997（151997 Bauhinia）是一颗绕太阳运转的小行星，为主小行星带小行星。该小行星于2004年5月20日发现。
該小行星以羊蹄甲屬的學名命名。

## 轨道参数
小行星151997的轨道半长轴为345 584 752 km，2.3100585 UA，离心率为0.161。